# Comuna de Aleksandrów Kujawski
Aleksandrów Kujawski (polaco: Gmina Aleksandrów Kujawski) é uma gminy (comuna) na Polónia, na voivodia de Cujávia-Pomerânia e no condado de Aleksandrowski.
De acordo com os censos de 2004, a comuna tem 10 685 habitantes, com uma densidade 81,2 hab/km².

## Área
Estende-se por uma área de 131,64 km², incluindo:
- área agricola: 74%
- área florestal: 16%

## Demografia
Dados de 30 de Junho 2004:
|                      | Total   | Total | Mulheres | Mulheres | Homens  | Homens |
| -------------------- | ------- | ----- | -------- | -------- | ------- | ------ |
|                      | pessoas | %     | pessoas  | %        | pessoas | %      |
| População            | 10 685  | 100   | 5398     | 50,5     | 5287    | 49,5   |
| Densidade (pop./km²) | 81,2    | 100   | 41       | 41       | 40,2    | 40,2   |

De acordo com dados de 2002, o rendimento médio per capita ascendia a 1109,04 zł.

## Comunas vizinhas
- Aleksandrów Kujawski
- Ciechocinek
- Comuna de Dąbrowa Biskupia
- Comuna de Gniewkowo
- Comuna de Koneck
- Comuna de Obrowo
- Comuna de Raciążek
- Comuna de Wielka Nieszawka